# Alfabeto copta
O alfabeto copta é o alfabeto utilizado para a escrita da língua copta. Sucedeu o alfabeto demótico como sistema de escrita próprio da língua egípcia.

## História
Ao longo dos três primeiros milênios de história da escrita da língua egípcia, os hieróglifos, inicialmente ideogramas, transitaram lentamente para o demótico, um abjad com elementos ideogramáticos. No Reino Ptolemaico, no entanto, a popularização da educação em língua grega levou a população erudita a perder seu contato com a complexa escrita demótica, levando fatalmente os sacerdotes egípcios a desenvolverem um sistema de transliteração da língua local para o alfabeto grego no século II a.C., evoluindo progressivamente até cerca do século IV para um inventário consistente de 24 letras gregas em tipografia particular e 6 ou 7 formas novas de glifos demóticos (dependendo do dialeto), originando o alfabeto copta.
A língua copta, tal qual a grega, perdeu progressivamente seu uso corrente após a conquista muçulmana do Egito, o copta resistindo por algum tempo como língua da população cristã copta fora das grandes cidades (resistindo provavelmente até o século XVII e nas obras literárias da Igreja Ortodoxa Copta (apesar de textos em árabe serem compostos a partir do século X e do uso da língua nativa egípcia hoje na Igreja estar restrito aos meios litúrgico e acadêmico).

## Alfabeto
| Image maj. | Image min. | Unicode maj. | Unicode min. | Valor numérico | Nome    | Origem                                          | Translit. e valor fon. |
| ---------- | ---------- | ------------ | ------------ | -------------- | ------- | ----------------------------------------------- | ---------------------- |
|            |            | Ⲁ            | ⲁ            | 1              | Alpha   | Α, α                                            | a [a, ʔ, ʕ]            |
|            |            | Ⲃ            | ⲃ            | 2              | Vita    | Β, β                                            | b, v [β~v]             |
|            |            | Ⲅ            | ⲅ            | 3              | Gamma   | Γ, γ                                            | g/gu [ɡ]               |
|            |            | Ⲇ            | ⲇ            | 4              | Delta   | Δ, δ                                            | d [d]                  |
|            |            | Ⲉ            | ⲉ            | 5              | Ei      | Ε, ε                                            | e [i, e]               |
|            |            | Ⲋ            | ⲋ            | 6              | So      | Ϛ, ϛ (stigma)                                   | st                     |
|            |            | Ⲍ            | ⲍ            | 7              | Zēta    | Ζ, ζ                                            | z [z]                  |
|            |            | Ⲏ            | ⲏ            | 8              | Ēta     | Η, η                                            | ē / e [eː]             |
|            |            | Ⲑ            | ⲑ            | 9              | Thēta   | Θ, θ                                            | th / t' [tʰ]           |
|            |            | Ⲓ            | ⲓ            | 10             | Yota    | Ι, ι                                            | i [iː~j]               |
|            |            | Ⲕ            | ⲕ            | 20             | Kappa   | Κ, κ                                            | k [k]                  |
|            |            | Ⲗ            | ⲗ            | 30             | Lamda   | Λ, λ                                            | l [l]                  |
|            |            | Ⲙ            | ⲙ            | 40             | Me      | Μ, μ                                            | m [m]                  |
|            |            | Ⲛ            | ⲛ            | 50             | Ne      | Ν, ν                                            | n [n]                  |
|            |            | Ⲝ            | ⲝ            | 60             | Eksi    | Ξ, ξ                                            | ks                     |
|            |            | Ⲟ            | ⲟ            | 70             | O       | Ο, ο                                            | o [o]                  |
|            |            | Ⲡ            | ⲡ            | 80             | Pi      | Π, π                                            | p [p]                  |
|            |            | Ⲣ            | ⲣ            | 100            | Ro      | Ρ, ρ                                            | r [r]                  |
|            |            | Ⲥ            | ⲥ            | 200            | Sima    | Σ, σ, ς                                         | s [s]                  |
|            |            | Ⲧ            | ⲧ            | 300            | Taw     | Τ, τ                                            | t [t]                  |
|            |            | Ⲩ            | ⲩ            | 400            | Epsilon | Υ, υ                                            | u / ou [uː]            |
|            |            | Ⲫ            | ⲫ            | 500            | Fi      | Φ, φ                                            | f / ph / p' [pʰ]       |
|            |            | Ⲭ            | ⲭ            | 600            | Khe     | Χ, χ                                            | kh [kʰ]                |
|            |            | Ⲯ            | ⲯ            | 700            | Epsi    | Ψ, ψ                                            | ps                     |
|            |            | Ⲱ            | ⲱ            | 800            | Ōu      | Ω, ω                                            | ō / o [oː]             |
|            |            | Ϣ            | ϣ            |                | Shay    | (demótico)                                      | sh / š / ch [ʃ]        |
|            |            | Ϥ            | ϥ            | 90             | Fay     | (demótico, forma) Ϙ, ϙ (koppa) (valor numérico) | f [f]                  |
|            |            | Ϧ (Ⳉ)        | ϧ (ⳉ)        |                | Khay    | (demótico)                                      | x [x]                  |
|            |            | Ϩ            | ϩ            |                | Hōri    | (demótico)                                      | h [h, ħ]               |
|            |            | Ϫ            | ϫ            |                | Janja   | (demótico)                                      | j / dzh [dʒ]           |
|            |            | Ϭ            | ϭ            |                | Tshēma  | (demótico, forma) Ϙ, ϙ (koppa) (valor fonético) | q / tsh [kʲ, tʃ]       |
|            |            | Ϯ            | ϯ            |                | Ti / De | (demótico)                                      | ti / de [ti, de]       |
|            |            | Ⳁ            | ⳁ            | 900            | Sampi   | Ϡ, ϡ                                            |                        |

1. ↑  No dialeto saídico, [i], no boáirico, [e].
2. ↑  A vogal /uː/ costuma ser escrita como o dígrafo ⲟⲩ, não simplesmente ⲩ.
3. ↑  Ausente no dialeto saídico, a letra khay é escrita Ⳉ ⳉ no acmímico e Ⳋ ⳋ no boáirico.
4. ↑  Há dissenso entre estudiosos sobre a pronúncia ideal ser [kʲ] ou [tʃ].
5. ↑  No dialeto saídico [ti], no boáirico, [de].